# 低吼 (冰岛乐队)
Low Roar（直译“低吼”）是一个来自冰岛的后摇滚和电子乐风格的音乐项目，最初由冰岛籍美国移民Ryan Karazija创立并作为单人项目进行活动，之后项目加入了Leifur Björnsson和Logi Guðmundsson，组建起以乐队的形式活动。在2019年发售的由小岛秀夫制作的电子游戏《死亡搁浅》中，Low Roar的歌曲被大量采用，并让乐队进入到大众视野中。2022年10月29日，乐队核心Ryan Karazija过世，年仅40岁。

## 音乐作品

### 录音室专辑
- Low Roar（英语：Low Roar (album)）（2011年）
- 0（英语：0 (album)）（2014年）
- Once in a Long, Long While...（英语：Once in a Long, Long While...）（2017年）
- ross.（英语：Ross (Low Roar album)）（2019年）

### EP
- Remix - EP（2015年）
- Inure（2020年）

### 演唱会专辑
- Live at Gamla Bíó（2015年）

### 单曲
- The Sky Is Falling（2018年）
- Feels（2021年）
- Everything To Lose（2021年）
- Hummingbird（2021年）